# Tony Tamer
Pour les articles homonymes, voir Tamer.
 (juillet 2022).
L'article doit être relu — et modifié si nécessaire — par des contributeurs indépendants pour apporter un regard critique aux contributions effectuées en violation des conditions d'utilisation de Wikipédia, tant sur la forme (notamment concernant le style encyclopédique, la proportionnalité) que sur le fond (la neutralité de point de vue, la qualité et l'indépendance des sources).
Anthony Aouni Tamer, dit Tony Tamer, né le 12 octobre 1957,, est un homme d'affaires américain milliardaire, fondateur et co-PDG de H.I.G. Capital, une société internationale de capital-investissement et d'investissement en actifs alternatifs gérant 48 milliards de dollars de capitaux propres. Il a précédemment occupé des postes chez Bain & Company, Hewlett-Packard et Sprint,. Le magazine Forbes le classe au 638e rang des personnes les plus riches du monde, avec une valeur nette de 4,5 milliards de dollars en mai 2021.
Il est depuis juillet 2022 propriétaire de la villa La Mandala à Saint-Tropez qu'il a acheté aux enchères pour 81,2 millions d'euros. Celle-ci a appartenu à Bernard Tapie de 2012 jusqu'à sa saisie puis revente par la justice belge en 2022,.

## Études
Tony Tamer a obtenu un MBA de la Harvard Business School, et une maîtrise en génie électrique de la Stanford University.

## Carrière
Tony Tamer a commencé sa carrière chez Hewlett-Packard puis chez Sprint à divers postes d'ingénierie, de marketing et de fabrication. Tony Tamer a ensuite rejoint Bain & Company en 1986, où il est devenu associé jusqu'à son départ en 1993. Chez Bain, il a élaboré des stratégies d'unités commerciales et d'exploitation, mis en œuvre des initiatives d'amélioration de la productivité et dirigé des activités d'acquisition et de cession pour un certain nombre de clients Fortune 500.
En 1993, Tony Tamer a cofondé H.I.G. Capital avec Sami Mnaymneh. Ensemble, Tamer et Mnaymneh ont fait de H.I.G. Capital une société de capital-investissement internationale gérant 48 milliards de dollars de capitaux propres. Basé à Miami, et avec des bureaux à New York, Boston, Chicago, Dallas, Los Angeles, San Francisco, et Atlanta aux États-Unis, ainsi que des bureaux internationaux affiliés à Londres, Hambourg, Madrid, Milan, Paris, Bogota, Rio de Janeiro et São Paulo. Elle se spécialise dans l'apport de capitaux d'emprunt et de capitaux propres aux petites et moyennes entreprises. Depuis sa création en 1993, H.I.G. a investi et géré plus de 300 entreprises dans le monde entier. Le portefeuille actuel de la société comprend plus de 100 sociétés dont le chiffre d'affaires combiné dépasse 30 milliards de dollars.

## Vie privée
Tony Tamer est marié et père de quatre filles. Sa femme Sandra est titulaire d'une maîtrise en génie électrique et en informatique du Massachusetts Institute of Technology (MIT), et fait partie du conseil d'administration d'Action contre la faim, de la fondation RMF, du musée PAMM et du Tamer Center for Social Enterprise de l'université Columbia.
Il réside à New York. Il est d'origine libanaise, et était en 2020 le quatrième homme le plus riche d'origine libanaise,.
En juillet 2022, il a acquis La Mandala, une villa à Saint-Tropez, pour 81,2 millions de dollars, celle-ci dispose d'un jardin de deux hectares ainsi que d'un accès à la mer. La villa particulier appartenait auparavant à l'homme d'affaires et homme politique français Bernard Tapie.